# Sota Hirayama
Sota Hirayama (Fukuoka, 6. lipnja 1985.) bivši je japanski nogometaš.

## Klupska karijera
Igrao je za Heracles Almelo i FC Tokyo.

## Reprezentativna karijera
Za japansku reprezentaciju igrao je 2010. godine. Odigrao je 4 utakmice postigavši 3 pogotka.
S U-23 japanskom reprezentacijom Sota Hirayama je igrao na Olimpijskim igrama 2004.

## Statistika
| Japan  | Japan | Japan |
| Godina | Nast. | Gol.  |
| ------ | ----- | ----- |
| 2010.  | 4     | 3     |
| Ukupno | 4     | 3     |

## Vanjske poveznice
- National Football Teams
- Japan National Football Team Database